# 1645 a tudományban
Az 1645. év a tudományban és a technikában.

## Technológia
- Athanasius Kircher kifejleszti a Laterna magicát.

## Születések
- november 17. - Nicolas Lemery kémikus († 1715)